# NGC 5417
NGC 5417 في الفهرس العام الجديد، هي مجرة، تقع في كوكبة العواء. اكتشفت في 23 يناير 1784 بواسطة ويليام هيرشل.

## روابط خارجية
- NGC 5417 على موقع ويكي سكاي: DSS2, SDSS, GALEX, IRAS, Hydrogen α, X-Ray, Astrophoto, Sky Map, Articles and images